# جدماعت‌اس‌عنخ
جدماعت‌اس‌عنخ (انگلیسی: Djedmaatesankh) یک زن مصری اهل شهر تِبِس (تِبِس امروزی) بود که در اواسط قرن نهم پیش از میلاد درگذشت. او یک زن و نوازنده معمولی از طبقه متوسط بود. گمان می‌رود که تابوت کارتونیج او حدود ۲٬۸۵۰ سال پیش در ساحل غربی رود نیل دفن شده باشد. تابوت و مومیایی بانو جدماعت‌اس‌عنخ بخشی از مجموعه دائمی موزه سلطنتی انتاریو در بخش «گالری‌های آفریقا: مصر» است. تابوت توسط دکتر چارلز تریک کرلی، اولین مدیر موزه، در اوایل قرن بیستم وصول و به موزه سلطنتی انتاریو آورده شد. قابل ذکر است که کارتونیج جدماعت‌اس‌عنخ یکی از بهترین آثار حفظ شده از دوره خود است.

## زندگی
در کارتونیج او نام شوهرش به صورت پا-عنخ-عنتف ذکر شده است که به معنای «زندگی متعلق به او» است. در سال ۲۰۰۹، گیل گیبسون، معلم موزه سلطنتی انتاریو و مصرشناس، و استفانی هولوکا، تکنسین در بیمارستان کودکان ناخوش در تورنتو (در روزهای همایش محققان در ۷ نوامبر)، شواهدی برای تأیید این نظریه ارائه کردند که پاعنخ‌عن‌آمون، مومیایی نمایش داده شده در مؤسسه هنر شیکاگو شوهر جدماعت‌اس‌عنخ بوده است. گیبسون اشاره کرد که شمایل‌نگاری روی دو تابوت بسیار شبیه به هم هستند و پا-عنخ-عنتف شکل کوتاه قابل قبولی از پاعنخ‌عن‌آمون خواهد بود. استفانی هولوکا خاطرنشان کرد که اسکن‌هایی که او انجام داد نشان داد که «ویژگی‌هایی در شیوهٔ مومیایی‌سازی این دو شخص وجود دارد که در هر دو مشابه است».
اسکن انجام شده توسط استفانی هولوکا همچنین نشان داد که بعید است که جدماعت‌اس‌عنخ فرزندی داشته باشد زیرا استخوان شرمگاهی او کاملاً سالم بود. دکتر پیتر لوین، متخصص اطفال در بیمارستان کودکان ناخوش در تورنتو و محقق در زمینه دیرین‌آسیب‌شناسی تیمی را رهبری کرد که استفانی هولوکا بخشی از آن بود، و اشاره کرد که ممکن است جدماعت‌اس‌عنخ نابارور بوده باشد. او پیشنهاد می‌کند که به عنوان یک زن متأهل در سن خود (در تصاویر اسکن‌ها، جوش خوردن استخوان و ساییدگی دندان‌ها نشان می‌دهد که سن او در حدود ۳۰ تا ۳۵ سال بوده است) برای اکثر زنان مصری مرسوم بود که پیش از رسیدن به این سن چندین فرزند داشته باشند.

## مرگ
سی‌تی‌اسکن‌های انجام‌شده بر روی بدن جدماعت‌اس‌عنخ (در سال‌های ۱۹۷۸ و ۱۹۹۴) نشان می‌دهد که او احتمالاً بر اثر آبسه دندان فوت کرده است، که پس از سرباز کردن و خروج چرکِ آبسه ممکن است به عفونت کشنده خون منجر شده باشد. نتایج اسکن تورم فک فوقانی چپ او را نشان می‌دهد و یک تصویر سه بعدی در داخل جمجمه او یک آبسه دندانی به قطر تقریباً یک اینچ را نشان می‌دهد که ناشی از یک دندان پیش بالایی در سمت چپ بیمار است. این احتمال وجود دارد که آبسه چندین هفته قبل از پاره شدن وجود داشته و عفونت به استخوان فک بالا سمت چپ او سرایت کرده باشد، زیرا اسکن نشان داد که استخوان دارای سوراخ‌های کوچکی است. علاوه بر این، اسکن‌های با وضوح بالا، ردهایی را روی استخوان فک نشان می‌دهند که گمان می‌رود در نتیجه تلاش‌های ناموفق برای تخلیه آبسه باشد.
پس از مرگ، احشاء درونی بدن او از طریق یک برش مورب در ناحیه رباط کشاله ران خارج شده است. پنج بسته بسته‌بندی شده با کتانی که احتمالاً حاوی اندام‌های مومیایی شده او هستند در درون حفره بدن او وجود داشت. قلب او در قفسه سینه دیده نشد و احتمالاً در یکی از این بسته‌ها قرار داده شده بود. پایین‌تنه او با پارچه پر شده است. برش مومیایی کردن او دوخته نشده است اما با یک صفحه فلزی پوشانده شده است. بسته‌بندی‌های او حاوی چندین بلاگردان در جلوی شکم است: آنها به شکل یک سوسک سرگین‌غلتان (اسکراب) هستند. سینه‌ای به شکل شاهین، سرگین‌غلتان بالدار، صفحهٔ گرد خورشید یا اورائوس. و یک ستون جد.